# 二橋千裕
二橋 千裕（にはし ちひろ、1954年1月26日 - ）は、日本の経営者。東急百貨店社長、会長を務めた。静岡県出身。

## 経歴
1976年に早稲田大学商学部を卒業し、同年4月に伊勢丹に入社。2006年6月に取締役に就任し、2008年6月に専務を経て、2010年1月には社長に就任。2018年2月には会長に就任。